# ToKoPo
ToKoPo（トコポ）は、東京都交通局がPASMOを利用して提供するポイントサービスである。2011年（平成23年）8月1日にサービスが開始された。

## 概要
2010年（平成22年）2月に策定された「東京都交通局経営計画 ステップアップ2010」において、『PASMOを利用して、都営交通のご利用に応じてポイントが貯まるサービスを開始する』旨が伝えられ、2011年8月にサービスが開始された。
このサービスでは、同局も導入しているICカード「PASMO」を利用している乗客を対象に、駅や営業所に備え付けられている専用申込書もしくはホームページからの申請による専用ポイントカードを使用することにより、都営交通の乗車回数に応じてポイントが付加されるシステムを導入している。入会費・年会費はどちらも無料である。
PASMOと相互利用しているICカードについてはSuicaも含め本サービスの対象とはならない。

## 使用方法
都電、都バス、都営地下鉄、日暮里・舎人ライナーの乗車実績により、次のようなポイントが付与される。PASMO定期券の区間内のみを乗車する場合は対象外となる。但し、ポイントカード発送時は0ポイントとなっている。
- 基本ポイント（1乗車あたり）：2ポイント
- 乗り継ぎボーナスポイント[1]：10ポイント
- ToKoPoステップアップボーナス：1ヶ月の間に都営地下鉄、日暮里・舎人ライナーの同一運賃区間を8回以上乗車した時に付与される。：8〜15回→運賃の3%、16〜23回→運賃の7%、24回以上→運賃の12%[2]

土曜・休日に乗車する場合は、1日あたりそれぞれ2ポイントのボーナスポイントが加算される。
また、時期によっては基本ポイントが多く付与される場合もある。
それぞれに付与されたポイントの総額は、当月1日から末日までを対象に、翌月15日に本サービス加入者に自動的に付与される。ポイントは10ポイント単位でチャージできる最大ポイント数を一括でチャージし、都営地下鉄各駅（他社管理駅を除く）と日暮里・舎人ライナーの日暮里・西日暮里・熊野前の各駅に設置された青色のチャージ機でPASMOと一緒に挿入する事により10円単位でPASMOにチャージすることができる。
なお、上野動物園モノレールはPASMOを利用できず、本サービスの対象にも含まれていない。

## 2021年3月以降の新サービス
2021年3月23日にToKoPoがリニューアルしサービス内容が変更される。なお付与されるポイントについては変更はない。

## その他
- 都バスについては、他のバス事業者と共に本サービスと同様にポイントが貯まるバス利用特典サービス（Suicaも対象）を導入しているため、本サービスでは乗り継ぎボーナスポイントのみの付与となっている。
- 都営地下鉄の場合、そのまま京成・北総・京急・東急・京王の各駅へ乗車する場合も、定期区間外であれば都営地下鉄のポイントが付与される。
- Tokyo Metro To Me CARD、東武カードPASMOなど、PASMOと一体になっているクレジットカードでも本サービスの適用が受けられる。
- 乗車で獲得できるポイントサービスとしては珍しく、3月〜翌年2月[5]の間に1度でも都営交通に乗車すれば、次年度末にポイントの有効期限が延長される。